# Melsele

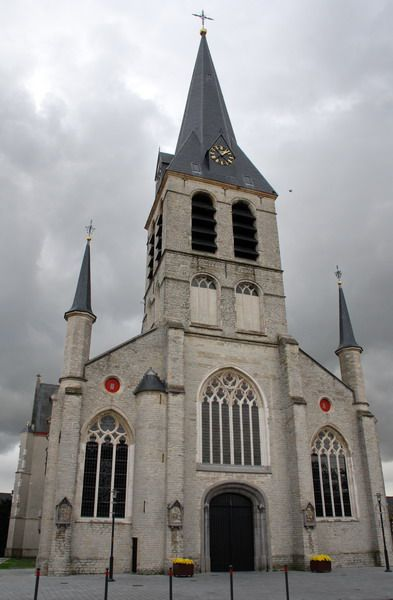
Die Kirche von Melsele

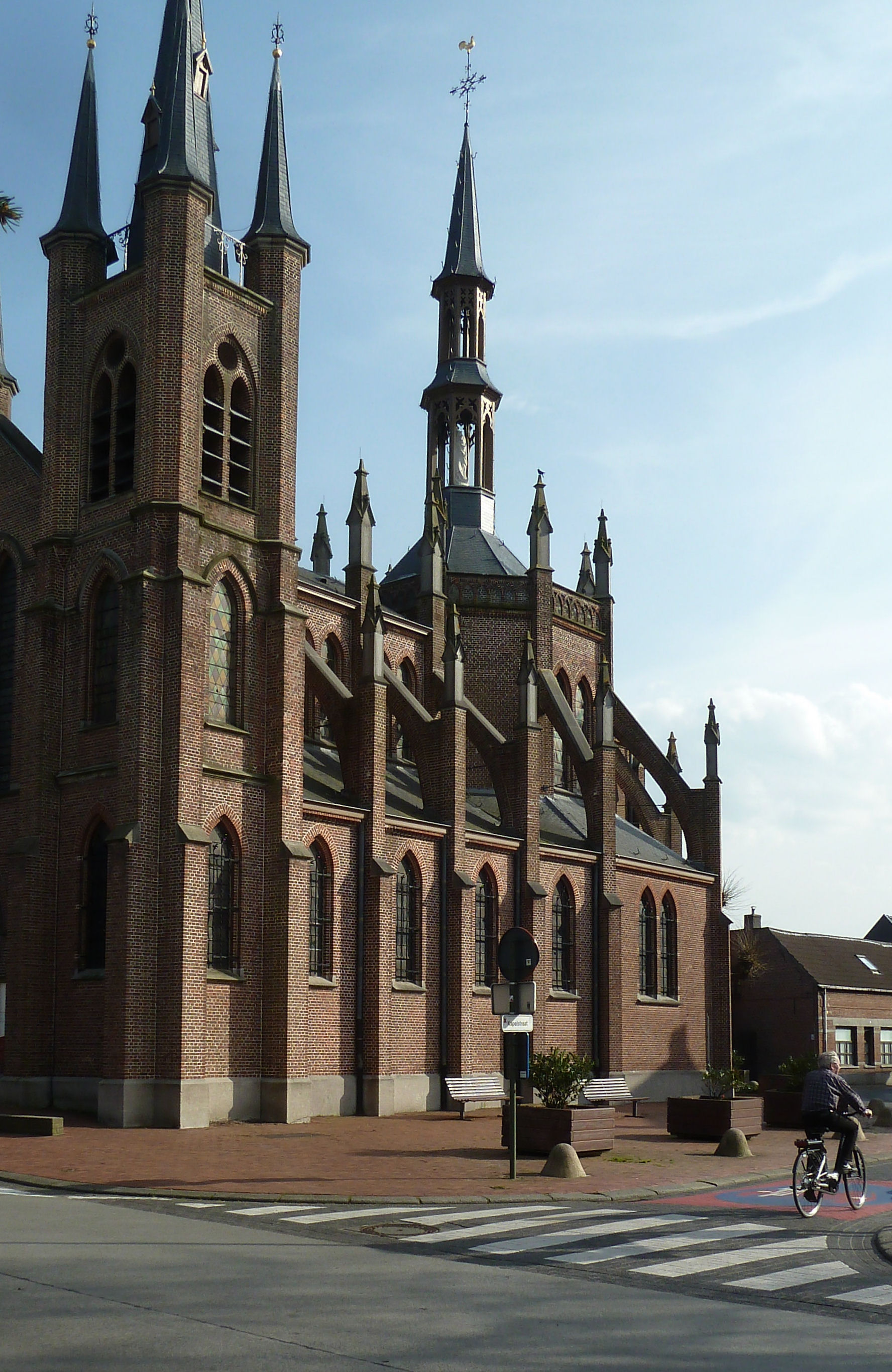
Gaverland wollfahrt

Melsele ist ein Ortsteil der Gemeinde Beveren-Kruibeke-Zwijndrecht in der belgischen Provinz Ostflandern.
Melsele liegt zwischen Beveren und dem nahe gelegenen Zwijndrecht. Es gibt eine Straßenbahnlinie etwas außerhalb der Stadt, die die Verbindung mit Zwijndrecht und Antwerpen herstellt. Melsele hat etwa 10.500 Einwohner und gilt als einer der ältesten bewohnten Orte im Waasland. Es war ein Landkreis, in dem Holzschuhmacher arbeiteten.

## Wollfart
Melsele ist bekannt für die Wallfahrt nach Onze-Lieve-Vrouw von Gaverland. Diese Skulptur wird seit dem 17. Jahrhundert angebetet und wurde durch Mgr. Stillemans päpstlich gekrönt.

## Sehenswürdigkeiten
- Kirche Unsere Liebe Frau
- Landschaft Molenbeek